# Iglesia de San Pedro Apóstol (Santa Olalla)
La iglesia de San Pedro Apóstol de Santa Olalla es uno de los dos templos católicos de este municipio, San Pedro Apóstol y San Julián. Se trata del edificio más antiguo de Santa Olalla, el actual templo tiene sus orígenes en el siglo XI. La construcción primitiva es del siglo XI pero está muy modificada por los avatares históricos.

## Historia
Situada en el centro del pueblo su solar tuvo diferentes construcciones religiosas hasta llegar a la actual iglesia. Conserva tallas de gran valor artístico como la del Cristo del Lucero, Santa Eulalia de Mérida o la Virgen de la Piedad. En ella se venera a la Virgen de la Piedad, patrona de Santa Olalla, una imagen que fue restaurada por Mariano Benlliure.
- Datos: Q5911229
- Multimedia: Saint Peter Church (Santa Olalla, Toledo) / Q5911229